# 张建红
张建红（又名“力虹”，1958年3月6日—2010年12月31日），浙江宁波人，著名诗人、作家及維權人士，曾獲2008年民主獎、美國筆會及澳洲墨爾本筆會榮譽成員。2007年，法院以煽动颠覆国家政权罪判处其有期徒刑六年、剥夺政治权利一年。2007年其在狱中被查出患有渐冻症，当局一直拒绝保外就医申请。2010年6月病情拖延至危重后才于被允许保外就医，已经无法医治，于2010年12月31日逝世，享年52岁。

## 生平
力虹1958年出生于浙江省鄞县。1975年，高中毕业后作为最后一批“知识青年”被送农村当农民。1977年，成为文革后恢复高考入学的首届大学生。

### 创作
1980年，力虹创办大学生诗刊《地平线》和文学杂志《人间》，从此受公安监控。
1982年，力虹大学毕业，被“惩罚性分配”到宁波市鄞县山区任中学语文教师。1984年，力虹被调入宁波市文学艺术界联合会，担任《文学港》杂志编辑，主持“华东诗坛”栏目。1985年，力虹参加浙江省作家协会。
1987年，力虹参加中国作家协会“青春诗会”，先后赴鲁迅文学院和北京大学作家班进修。
1988年，力虹出任宁波市作家协会副秘书长兼诗歌、散文、报告文学创作委员会主任。其诗歌创作先后被收入诗集《密密的小树林》（1982年），《城之梦》 （1986年），《想象中的地铁》（1987年），《城市四重奏》（1988年）。
1998年，力虹开始创作小说与剧本，在《宁波晚报》连载长篇故事《红帮传奇》，2000年改编成30集电视剧本《红帮传奇》。
1999年。力虹为《在野党》杂志撰写《宁波召开“推进民主恳谈会”》的新闻稿。
2001年，力虹到北京从事影视创作和图书出版。其间有代表作入选《二十世纪中国新诗选》，《二十世纪中国新诗鉴赏大系》和《二十世纪中国探索诗鉴赏辞典》。2004年，成为浙江文学院签约作家。
2005年，力虹完成长诗《悲怆四章》和长篇小说《天衣差一寸》，同年8月在杭州参与创办思想人文网站《爱琴海》任总编辑。
2006年1月，力虹将《红帮传奇》改编成长篇小说《红衣坊》出版，与简宁、李滟真改编成同名32集电视连续剧播出。同年6月，出版《力虹世纪年）。
参与八九民运
1989年5月，力虹参与组织宁波市文学界、新闻界声援北京大学生游行示威，后赴北京天安门广场抗议，直到6月2日下午回宁波；6月4日，北京发生六四屠杀后，力虹公开抗议中共暴行、追悼死难学生，被中共宁波市文联党组列为“六四专案”。 8月3日，力虹被宁波市公安局收容审查，同年12月被以“在六四期间犯有反革命煽动罪”判劳教三年。
1990年底，力虹在劳教所中创作了长诗《悲怆四章‧土豆》的初稿。 1991年2月，力虹提前半年获释，但失去公职，仍受”监视严控”。

《爱琴海》事件
2006年3月9日，《爱琴海》网站被浙江省政府新闻办公室封闭，海内外舆论对此强烈关注和抗议，成为一起公共事件，并引发中国互联网暂行规定违宪审查全球大签名”活动。此后，力虹开始为海外网站撰稿。2006年6月，力虹加入独立中文笔会。

### 支持中国维权律师高智晟
2006年8月15日，中国著名人权大律师高智晟受政法委迫害，被非法绑架。8月18日，力虹公开撰文《为民请罪的高智晟》，力虹认为高律师作为舍生取义、为民请罪的忠勇之士，是上天因怜悯苦难苍生而降临人间的天使，是中华民族之血脉虽遭万般磨难仍绵绵不绝的道义根基与最后企盼，是中国当代苦难的象征与良知的代表。力虹指出在高智晟被中共秘密警察非法绑架已整整三天了，海内外抗议、谴责和声援的正义之声席卷全球！

### 被捕入狱
在公开支持高律师的文章发表两周后，2006年9月6日晚，力虹在宁波家中被捕，次日被刑事拘留，10月12日被正式逮捕。
2007年1月12日，宁波中级人民法院秘密开庭，3月19日宣判认定张建红於2006年5月至9月间，使用IBM笔记本电脑，以‘力虹’为笔名撰写了110余篇文章，通过电子邮件发送到‘民主中国’、‘民主论坛’、‘观察’、‘大纪元’、‘独立中文笔会’、‘自由圣火’、‘博讯’等境外中文互联网站上发表，并接受稿费。
法院认定力虹在《自由大悲咒》、《评欧美对华立场与政策的转变》等60余篇文章中发表了对中国共产党政权的批評的。力虹谈到中共是‘整个人类不共戴天的死敌’、‘中共极权暴政、非法政权’、‘后极权主义政权’、‘反自由、反天赋人权的顽固本质’、‘一个全面残害人权的法西斯式的独裁政府、一个嗜血成瘾、永不悔改的刽子手、一个业已犯下、正在犯下比纳粹帝国更加严重、更加骇人听闻的反人类、反文明罪行的政权’，提出‘必须尽早、尽快结束目前的罪恶统治’、‘告别专制恐怖，扭转颠倒乾坤’。法院裁定力虹是“公然煽动颠覆国家政权、推翻社会主义制度”，以煽动颠覆国家政权罪判处有期徒刑六年，剥夺政治权利一年。同年5月15日，浙江省高级人民法院驳回力虹的上诉，维持原判。
著名律师郭国汀分析，力虹无罪但被重判的原因，是其发表的63篇文章，其中主要指：
《被盗的器官在呼啸 （页面存档备份，存于）》、《活摘门方兴未艾、奥运门又将开启 （页面存档备份，存于）》、《面对活摘门，欲出应对法 （页面存档备份，存于）》、《面对调查报告，布什么将说什么？ （页面存档备份，存于）》、《愿意参加这个历史性的调查 （页面存档备份，存于）》、《传九促三是中共过不去的坎 （页面存档备份，存于）》、《还我高智晟，还我中国的良心 （页面存档备份，存于）》、《为民请罪的高智晟》。
特别是《吴宏达想要干什么？ （页面存档备份，存于）》一文。因吴宏达在06年3月22日(即苏家屯惨案3月9日首次曝光后13天)，给美国国会议员写密信，强烈质疑并草率下结论称：「报导不可信，报导与事实不符，对报导持疑并质疑[消息编造者]的意图」； 因吳宏達是劳改专家且有中共活体移植死刑犯人体器官的专项研究，使之在法轮功学员器官被活摘盗卖问题上的否定评价极易误导公众，客观起到中共有力同盟的作用。而力虹通过详尽严密分析将吴宏达驳得体无完肤，使中共在重大危机关头一位强有力的同盟失效，而恼羞成怒。因此力虹被恶意报复。（參見：苏家屯事件、乔高-麦塔斯调查报告）。

### 病逝
2007年5月，力虹在监狱医院被诊断出患有罕见的神经功能障碍疾病，导致两臂肌肉严重萎缩，丧失功能，正向两腿扩散，有全身瘫痪的危险。其后，其妻董敏曾多次向浙江省司法当局申请保外就医，一直未获批准。由于健康恶化，2007年10月转入杭州青春医院（浙江省监狱中心医院）救治。据悉，力虹患有运动神经元疾病，该病被医学界判为绝症。
直到2010年6月5日，力虹已全身瘫痪，不能说话和自主呼吸，靠呼吸机和输液维持生命，才被允许保外就医，转到宁波明州医院治疗。當時除眼睛头会动，脑子清醒，其他部位都无知觉。靠呼吸机，鼻饲维持生命，付出巨额医疗费用。保外就医半年后，因病情危重无法医治，于2010年12月31日中午12时逝世，享年52岁。
保護記者委員會，2011年1月發稿悼念張建紅（力虹）受迫害致死，「張建紅的早逝，以痛苦的方式提醒人們記住﹐中共把那些不肯唯命是從的記者投入監獄。」。

## 評價
国内外各界人士和国际人权团体一直对力虹案关注，曾为病重的力虹向中国当局和国际社会发出呼吁，并募捐协助其治疗。
美国国家民主基金会授予他2008年度民主奖，澳洲墨尔本笔会和美国笔会授予他荣誉会员称号。